# Johnny Come Lately
Johnny Come Lately ist ein US-amerikanischer Spielfilm von William K. Howard aus dem Jahr 1943. Er beruht auf dem Roman McLeod’s Folly von Louis Bromfield.

## Handlung
Im Jahr 1906 kommt Tom Richards in das kleine Städtchen Plattsville. Er war früher Zeitungsredakteur, liebt jedoch seine Freiheit zu sehr, um sesshaft werden zu wollen. In Plattsville macht er Bekanntschaft mit Vinnie McLeod, der Herausgeberin der Zeitung Shield and Banner. Sie stellt ihn als Redakteur ein, als er wegen Landstreicherei verurteilt werden soll. Vinnie hat große Sorgen: Nicht nur, dass ihre Zeitung unrentabel ist und sie gerade ihr letztes Silber bei einem Trödler versetzt hat. Auch Bürgermeister W.M. Dougherty setzt ihr zu, hat sie seinen Führungsstil in einer letzten Ausgabe doch kritisiert. Er will eine geschönte Darstellung seiner Arbeit drucken lassen. In Wirklichkeit jedoch fühlen sich die Mitbürger der Kleinstadt unter Druck gesetzt; Schutzgelder an Dougherty werden als Wohltätigkeitsspenden getarnt eingefordert. Wer nicht zahlt, erhält Besuch von Schlägerbanden, die Doughertys Kampagnenleiter, der Ex-Häftling Dudley Hirsh, befehligt. Vinnie jedoch kann sich nicht so engagieren, wie sie gerne will – ihre Nichte Jane und Doughertys Sohn Pete sind ein Paar.
Tom beginnt den Kampf gegen Dougherty. Er lässt die Zeitschrift neu gestalten und druckt die geforderte geschönte Darstellung so, dass die Lügen Doughertys deutlich werden. Zunächst versucht der, Tom für seine Arbeit abzuwerben, doch Tom hält zu Vinnie. Dudley Hirsh setzt Killer auf ihn und Vinnie an, doch kann Tom die Männer vertreiben. Vinnie wird angeschossen und organisiert nun ein Reform-Komitee, das die Zustände der Korruption und Unterdrückung in der Stadt beenden soll. Tom wird zum Vorsitzenden gewählt. Die wichtigsten Leute der Stadt schließen sich ihm an, darunter auch die Bordellbetreiberin Mary und ihr früherer Freund, der Demokrat und erklärte Dougherty-Hasser Bill Swain. Dougherty versucht unterdessen, Tom und Vinnie zum Schweigen zu bringen. Er hat sämtliche Schuldscheine Vinnies aufgekauft und fordert nun innerhalb weniger Wochen sein Geld. Somit steht die Existenz der Zeitung und Vinnies selbst auf dem Spiel.
Mit der Zeit kommen die Machenschaften Doughertys ans Licht und es kommt zu Demonstrationen gegen ihn. Als Tom auf Doughertys Betreiben hin verhaftet wird, stürmen die Einwohner Plattsvilles unter der Führung von Mary das Gefängnis. Dougherty gibt schließlich auf, da sich auch sein Sohn gegen ihn wendet. Er bittet Tom und Vinnie, die Kampagne gegen ihn einzustellen. Er selbst will die Stadt verlassen. Tom und Vinnie stimmen zu und Dougherty übergibt Vinnie zum Abschied all ihre Schuldscheine, die sie nun nicht mehr zu begleichen braucht. Tom jedoch verlässt nun ebenfalls die Stadt und fährt mit dem Zug weiter.

## Produktion
Johnny Come Lately wurde vom 5. April bis Ende Mai 1943 in den Samuel-Goldwyn-Studios gedreht. Der Film kam am 3. September 1943 in die Kinos.
Es war die erste Eigenproduktion, die James Cagney nach seinem Weggang von Warner Bros. mit seinem Bruder William herausbrachte. Es war zudem James Cagneys erster Film nach Yankee Doodle Dandy 1942, für den er den Oscar als bester Hauptdarsteller erhalten hatte.

## Kritik
Die New York Times kritisierte den Film: Die Handlung sei nicht zeitgemäß („archaic“), vorhersehbar und langweilig („obvious and unexciting“), das Timing schlecht und die Bewegungen steif. Die Zeitung fasste zusammen, dass es schmerze, Cagneys Talent an diesen zweitklassigen Film verschwendet zu sehen („it hurts to see Mr. Cagney […] wasting his excellent talent on such a curiously second-rate film“).
Variety nannte den Film zwar ein übliches Melodram („familiar melodrama“), befand jedoch, dass Cagneys Spiel zusammen mit Howards Regiearbeit Mängel des Drehbuchs wettmache.

## Auszeichnungen
Leigh Harline wurde 1944 für einen Oscar in der Kategorie Beste Filmmusik (Drama/Komödie) nominiert, konnte sich jedoch nicht gegen Alfred Newman (Das Lied von Bernadette) durchsetzten.